# 'Anchomomys' milleri
'Anchomomys' milleri — вимерлий примат, споріднений лемуроподібним, який жив в Африці на початку пізнього еоцену. Спочатку вважалося, що він належить до європейського роду Anchomomys, але пізніше його приєднали до Djebelemuridae, хоча йому необхідно призначити нову родову назву.